# Uruaçu
Uruaçu é um município brasileiro localizado no estado de Goiás. Sua população, conforme o censo demográfico de 2024 do Instituto Brasileiro de Geografia e Estatística (IBGE), é de 44.150 habitantes. O município abriga o Lago de Serra da Mesa, um dos maiores lagos artificiais do Brasil, formado para a geração de energia hidrelétrica.

## História
A origem do povoamento desta região remonta à Fazenda Passa Três, adquirida em 1910 pela família Fernandes. Essa família, originária de São José do Tocantins (atual Niquelândia-GO), precisou abandonar sua terra natal em 1909 devido a embates políticos e à perseguição dos Taveiras. A fazenda estava localizada no interior do município de Pilar de Goiás, às margens da antiga estrada real usada por tropeiros e comerciantes vindos do sul.
Uruaçu, devido à sua localização, rapidamente atraiu numerosas famílias das regiões vizinhas. Em 1913, o Coronel Gaspar iniciou a construção da Capela de Sant’Ana e doou uma área de terras para a formação do povoado, também chamado Sant’Ana, em homenagem à santa de devoção da família do fundador. A capela foi inaugurada em 1922 e, dois anos depois, o povoado de Sant’Ana foi elevado à categoria de distrito, sendo instalado no mesmo ano. Em 1931, Sant’Ana alcançou a emancipação político-administrativa e, a partir de 1953, recebeu o nome de Uruaçu, que em tupi significa “pássaro grande”.

Em 1949, foi instalada a sede dos Correios e Telégrafos de Uruaçu. A partir de 1950, a criação da companhia de produção e distribuição de energia elétrica impulsionou o desenvolvimento da cidade, levando ao surgimento de diversos estabelecimentos comerciais e serviços, como oficinas, bancos e escolas.

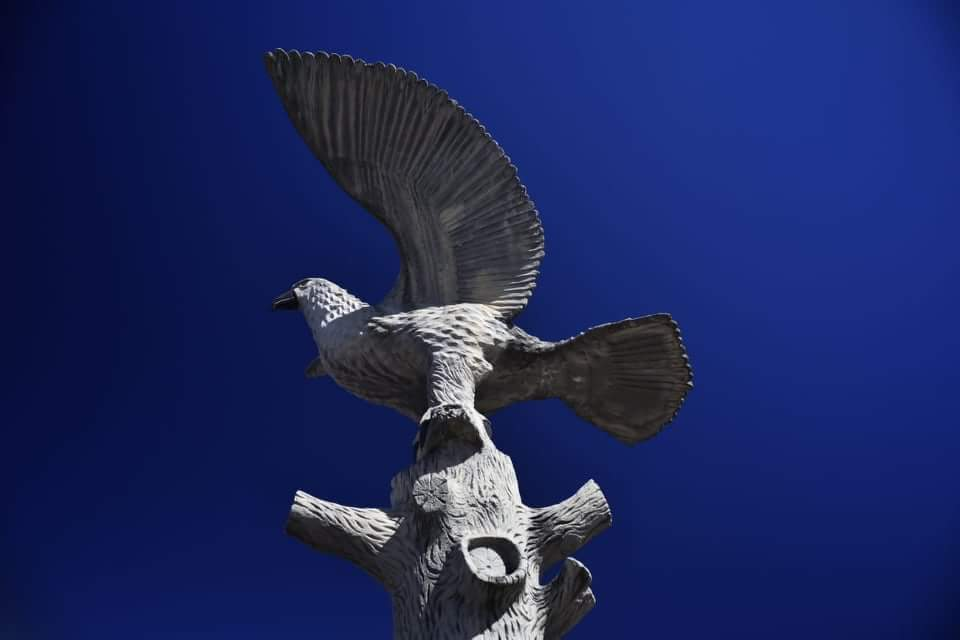
Monumento Pássaro Grande

Nos últimos anos da década de 1950, Uruaçu experimentou desenvolvimento em todos os setores, impulsionado pela inauguração da Rodovia Belém-Brasília (BR-153), às margens da qual a cidade está localizada. Em 1968, foi inaugurado o serviço telefônico municipal.
Em 1997, com a formação do Lago de Serra da Mesa, Uruaçu passou a ganhar destaque nacional como a cidade banhada pelo maior lago artificial do Brasil em volume de água.
A história de Uruaçu, Goiás, é rica e repleta de transformações, refletindo as diversas influências que moldaram a cidade ao longo dos séculos. Aqui está um resumo dos principais marcos históricos de Uruaçu:

### Fundação e Colonização
- Origem do Nome: O nome "Uruaçu" deriva da palavra indígena "uru", que significa "maior" ou "grande", e "açu", que significa "tamanho" ou "grandeza". Essa nomenclatura reflete a presença e influência das comunidades indígenas na região.
- Colonização: A história da cidade começa no final do século XVIII e início do século XIX, quando os primeiros colonizadores, em sua maioria oriundos de Minas Gerais, começaram a se estabelecer na região. A região era habitada por diversas etnias indígenas, incluindo os Timbira, que mantinham um modo de vida tradicional.

### Crescimento e Desenvolvimento
- Atração de Imigrantes: Durante o século XIX, a cidade começou a se desenvolver como um importante ponto de passagem e comércio na rota que ligava Goiás a Minas Gerais. O crescimento populacional foi impulsionado pela chegada de imigrantes em busca de oportunidades na agricultura e pecuária.
- Criação do Município: Uruaçu foi oficialmente reconhecida como município em 1948, após desmembrar-se de municípios vizinhos. Desde então, a cidade passou a se desenvolver com maior infraestrutura e serviços públicos.

### Economia e Agricultura
- Agricultura e Pecuária: A economia de Uruaçu sempre foi baseada na agricultura e pecuária. As terras férteis da região favoreceram o cultivo de grãos, como soja e milho, e a criação de gado, principalmente bovinos. A cidade se tornou um importante produtor agrícola, contribuindo para a economia do estado de Goiás.
- Desenvolvimento Industrial: Com o passar do tempo, Uruaçu começou a atrair indústrias, diversificando sua economia. O Distrito Agroindustrial de Uruaçu, criado em 2007, abriga diversas empresas que contribuem para o crescimento econômico local.

### Cultura e Tradições
- Cultura Popular: A cidade é rica em tradições culturais, incluindo festas populares como a Cavalgada de Sant'Ana, que homenageia a padroeira do município. Essas festividades são importantes para a preservação da cultura local e atraem turistas de toda a região.
- Patrimônio Cultural: Uruaçu possui importantes referências culturais, como o Museu Dom Prada Carrera e o Centro Cultural Quilombola, que ajudam a contar a história da cidade e de suas comunidades.

### Desafios e Avanços
- Infraestrutura e Serviços: Ao longo das últimas décadas, Uruaçu enfrentou desafios relacionados à infraestrutura e aos serviços públicos, mas tem avançado em áreas como saúde, educação e segurança.
- Turismo: Nos últimos anos, Uruaçu tem investido no turismo, promovendo suas belezas naturais e patrimônios culturais como forma de atrair visitantes e fortalecer a economia local.

A história de Uruaçu é um reflexo da evolução de uma cidade que, ao longo do tempo, soube se adaptar às mudanças e desafios, mantendo suas raízes culturais e promovendo o desenvolvimento econômico. Com um rico patrimônio cultural e natural, Uruaçu se destaca como um importante município no estado de Goiás, continuando a crescer e se transformar ao longo do tempo.

## Geografia
A cidade de Uruaçu encontra-se às margens da BR-153 (Rodovia Belém-Brasília), a 280 quilômetros de Goiânia(via BR-153 e GO-080) e a 270 quilômetros de Brasília (via BR-080). Sua área territorial é de 2.141,824 km². Na zona rural do município, localiza-se o entroncamento entre a BR-153 e a BR-080. Uruaçu também está às margens da GO-237, que a conecta ao município de Niquelândia. Além disso, possui um longo trecho da Ferrovia Norte-Sul, que interliga as principais malhas ferroviárias das cinco regiões do país. Localizada no norte goiano, Uruaçu oferece amplo acesso a todas as cidades da região.

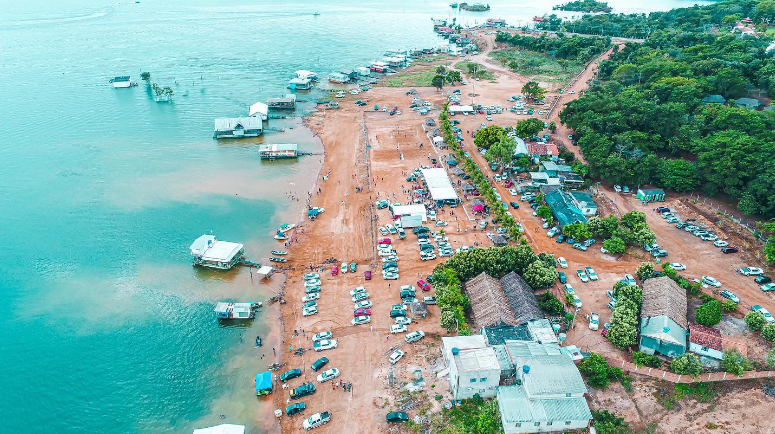
Praia da Generosa no feriado de Tiradentes.

Uruaçu possui diversos atrativos turísticos, como o Lago Serra da Mesa, a Praia Generosa, a Ciclovia do Cerrado, várias cachoeiras e trilhas, museus, praças e parques, incluindo o Parque das Araras e o Parque dos Buritis, além de um parque aquático. Destaca-se também o Memorial Serra da Mesa, considerado patrimônio nacional.

### Clima
Uruaçu possui duas estações bem definidas: a estação seca, de abril ao início de setembro, e a estação chuvosa, também chamada de “inverno goiano,” que se estende de setembro a março. O clima é classificado como Tropical Úmido, com temperatura máxima de 38°C, mínima de 18°C e média de 28°C.

### Vegetação
A vegetação predominante na região é o cerrado (72%) e as matas (20%), que se apresentam de forma diversificada em função das condições de solo e topografia. Ao longo dos córregos e rios, a formação vegetal densa indica a presença da floresta tropical, com suas matas de galeria, onde espécies como o jatobá, o cedro, a peroba e o tamboril crescem ao lado dos bacuris, das guarirobas e de outras palmeiras. Nas cabeceiras, o buriti prevalece, enquanto nas várzeas, dominadas por palmáceas, destaca-se o babaçu pela sua abundância e imponência. O município é um dos mais tradicionais no cultivo do caju, com uma produção em larga escala, sendo que a maioria (80%) dessa produção é oriunda de cultivos nativos e dispersos.

### Hidrografia
A área do município é banhada por dois importantes rios: o Rio Maranhão e o Rio das Almas e, ainda, é cortada por uma infinidade de cursos d’água, córregos e ribeirões entre eles o ribeirão Machambombo, que possui uma largura inferior a dez metros. Este ribeirão divide a cidade ao meio. Vale citar também o Rio Passa Três que é afluente do Rio Maranhão. Hoje a cidade vem despontando entre as cidades turísticas de Goiás. O município tem o seu perímetro urbano banhado pelo Lago de Serra da Mesa, que ocupa uma área correspondente a 13% da área total do município, isto é 277,5 km², e 15,5% da área total do reservatório, que é de 1.784 km².
A geografia de Uruaçu, Goiás, é marcada por uma diversidade de características naturais e um ambiente que favorece tanto a agricultura quanto a pecuária. Aqui estão os principais aspectos geográficos do município:

### Localização
- Região: Uruaçu está situada no norte do estado de Goiás, a cerca de 290 km da capital, Goiânia. O município faz parte da mesorregião do Norte Goiano e da microrregião de Uruaçu.
- Acessibilidade: A cidade é cortada por importantes rodovias, que facilita o acesso a outras regiões do estado e contribui para o escoamento da produção agrícola.

### Área e Topografia
- Área Total: Uruaçu abrange uma área de aproximadamente 2.254,3 km², tornando-se um dos municípios de maior extensão territorial em Goiás.
- Topografia: A topografia de Uruaçu é predominantemente plana a levemente ondulada, com algumas áreas montanhosas. A altitude média é de cerca de 600 metros acima do nível do mar.

### Hidrografia
- Rios e Córregos: O município é banhado por importantes rios, como o Rio Maranhão e o Rio das Almas, que são fundamentais para a irrigação e abastecimento de água na região. O Rio Passa Três, afluente do Rio Maranhão, também contribui para a hidrografia local.
- Lago de Serra da Mesa: Uma parte significativa do perímetro urbano de Uruaçu é banhada pelo Lago de Serra da Mesa, que ocupa cerca de 13% da área total do município (277,5 km²). Este lago é um importante recurso hídrico e atrai atividades recreativas e turismo.

### Clima
- Clima: O clima em Uruaçu é tropical, com duas estações bem definidas: uma seca, que vai de maio a setembro, e uma chuvosa, de outubro a abril. As temperaturas variam ao longo do ano, com médias que podem variar entre 18°C e 30°C.
- Precipitação: A precipitação média anual é de aproximadamente 1.500 mm, concentrando-se principalmente durante a estação chuvosa.

### Vegetação
- Cerrado: A vegetação predominante é o cerrado, caracterizado por uma rica biodiversidade, com árvores de pequeno a médio porte, gramíneas e uma variedade de plantas adaptadas ao clima tropical. O cerrado é um bioma típico do Brasil e é essencial para a preservação ambiental.
- Conservação: Áreas de proteção ambiental e reservas naturais são importantes para a conservação da flora e fauna local, além de contribuir para a qualidade do solo e da água.

### Uso do Solo
- Agricultura e Pecuária: A geografia de Uruaçu é altamente favorável à prática da agricultura, com a produção de grãos como soja e milho, além da criação de gado. A fertilidade do solo e a disponibilidade de água nas regiões ribeirinhas são fatores que impulsionam a economia local.
- Expansão Urbana: O crescimento da área urbana também tem impactado o uso do solo, com a expansão de loteamentos e infraestrutura para atender à população crescente.

A geografia de Uruaçu é diversificada e rica em recursos naturais, com características que favorecem o desenvolvimento econômico, especialmente na agricultura e pecuária. O município possui um ambiente natural que não apenas sustenta a economia local, mas também oferece oportunidades para o turismo e a conservação ambiental. A presença de rios e do Lago de Serra da Mesa é um destaque, tornando a geografia de Uruaçu única e importante para a região.

## Gestão Pública
A gestão pública em Uruaçu, Goiás, é estruturada para atender às necessidades da população, promovendo o desenvolvimento social, econômico e ambiental da cidade. Aqui estão os principais aspectos da gestão pública em Uruaçu:

### Estrutura Administrativa
- Prefeitura Municipal: A gestão pública é liderada pela Prefeitura Municipal, que é responsável pela administração da cidade. O prefeito e os secretários municipais têm a função de implementar políticas públicas, administrar serviços essenciais e coordenar as ações das diversas áreas da administração.
- Câmara Municipal: O legislativo é composto por vereadores que representam a população. A Câmara Municipal é responsável por elaborar leis, fiscalizar a execução do orçamento e as ações do Executivo, além de atender às demandas da comunidade.

### Planejamento e Orçamento
- Planos de Governo: A gestão pública em Uruaçu é orientada por planos de governo que definem as metas e prioridades para o desenvolvimento da cidade. Esses planos são elaborados com a participação da população e visam promover a transparência e a accountability.
- Orçamento Municipal: A administração financeira é pautada pela elaboração do orçamento municipal, que deve ser aprovado pela Câmara Municipal. O orçamento destina recursos para diversas áreas, como saúde, educação, infraestrutura e assistência social.

### Serviços Públicos
- Saúde: A gestão pública garante acesso a serviços de saúde por meio de hospitais, clínicas e unidades de saúde. A atenção básica e o atendimento de emergência são prioridades para a administração local.
- Educação: A Prefeitura é responsável pela oferta de educação básica e pelo funcionamento de escolas municipais, promovendo a formação de qualidade para as crianças e jovens da cidade.
- Infraestrutura: A administração pública se empenha em melhorar a infraestrutura urbana, incluindo pavimentação, saneamento básico, iluminação pública e transporte, visando a qualidade de vida dos habitantes.

### Participação Social
- Conselhos Municipais: A gestão pública em Uruaçu incentiva a participação da população por meio de conselhos municipais que envolvem cidadãos na discussão e decisão sobre políticas públicas em áreas como saúde, educação e assistência social.
- Audiências Públicas: A realização de audiências públicas é uma prática comum, permitindo que a população se manifeste sobre questões relevantes e contribua para o planejamento e execução de políticas públicas.

### Transparência e Controle
- Transparência Pública: A administração municipal busca garantir a transparência na gestão pública, disponibilizando informações sobre receitas, despesas e ações governamentais através de portais da transparência e relatórios anuais.
- Controle Social: O controle social é incentivado por meio da participação da população e de organizações da sociedade civil na fiscalização das ações do governo, promovendo um ambiente de accountability.

### Desenvolvimento Sustentável
- Políticas de Sustentabilidade: A gestão pública em Uruaçu tem se esforçado para implementar políticas que promovam o desenvolvimento sustentável, considerando questões ambientais nas decisões administrativas e nas obras públicas.
- Projetos e Parcerias: A administração busca parcerias com entidades públicas e privadas para fomentar o desenvolvimento econômico e social, através de projetos que atendam às demandas da população.

A gestão pública em Uruaçu, Goiás, busca equilibrar o desenvolvimento econômico e social, promovendo a participação da população e a transparência nas ações governamentais. Com um foco em serviços essenciais e desenvolvimento sustentável, a administração municipal trabalha para melhorar a qualidade de vida dos cidadãos e atender às necessidades da comunidade.
| Posição   | Nome                                | Período                         |
| --------- | ----------------------------------- | ------------------------------- |
| 1º        | Francisco Fernandes de Carvalho     | (1931 - 1933)                   |
| 2º        | Enéas Fernandes de Carvalho         | (1933 - 1936)                   |
| 3º        | José Ponce Leones                   | (09/02/1935 - 06/11/1935)       |
| 4º        | Manoel Fernandes de Carvalho        | (1936 - 1938)                   |
| 5º        | João Pereira Couto                  | (1938 - 1939)                   |
| 6º        | Oscar Muniz                         | (25/07/1939 - 30/09/1939)       |
| 7º        | Oswaldo Leal de Albuquerque         | (30/09/1939 - 31/03/1941)       |
| 8º        | Manoel Rodrigues Parentes           | (31/03/1941 - 31/03/1942)       |
| 9º        | Theóphilo de Oliveira Neto          | (31/03/1942 - Março 1944)       |
| 10º       | José Martins Spindola               | (31/03/1944 - 20/12/1944)       |
| 11º       | Francisco de Oliveira Barretos      | (20/12/1944 - 20/12/1945)       |
| 12º       | José Salgado Filho                  | (20/12/1945 - 30/01/1946)       |
| 13º       | Adelino Fernandes de Carvalho       | (30/01/1946 - Janeiro de 1947)  |
| 14º       | Aristides Ribeiro de Freitas        | (1947 a 1951)                   |
| 15º       | Feliciano Custodio de Freitas       | (08/02/1951 - 31/01/1955)       |
| 16º       | José Martins Spindola               | (1955 - 1959)                   |
| 17º       | Otaciano de Carvalho Silva          | (1959 - 1961)                   |
| 18º       | Marcionílio Francisco de Mendonça   | (1961 - 1965)                   |
| 19º       | Benedito Alves da Silva             | (16/02/1965 - 03/03/1965)       |
| 20º       | Feliciano Custodio de Freitas       | (04/03/1965 - Dezembro de 1965) |
| 21º       | Roberto Izidoro de Almeida          | (1966 - 1970)                   |
| 22º       | Cristovam Francisco de Ávila        | (1970 - 1973)                   |
| 23º       | Roberto Izidoro de Almeida          | (1973 - 1977)                   |
| 24º       | Carlos de Almeida Mascarenhas       | (1977 - 1983)                   |
| 25º       | Mozart Antônio Vasconcelos          | (1983 - 1989)                   |
| 26º       | Luiz Lourenço Moreira               | (1989 - 1992)                   |
| 27º       | Edguimar Antonio Vasconcelos        | (no início 1993)                |
| 28º       | José Antônio de Rezende             | (1993 - 1996)                   |
| 29º       | Edmundo Fernandes de Carvalho Filho | (1997 - 2000)                   |
| 30º e 31º | Marisa dos Santos Pereira Araújo    | (2001 - 2004) - (2005 - 2008)   |
| 32º       | Lourenço Pereira filho              | (2009 - 2012)                   |
| 33º       | Solange Abadia Rodrigues Bertulino  | (2013 - 2016)                   |
| 34º e 35º | Valmir Pedro Tereza                 | (2017 - 2020) - (2021 - 2024)   |
| 36º       | Azarias Machado Neto                | (2025 - atual prefeito)         |

Em Uruaçu, Goiás, os principais órgãos públicos estaduais incluem:
1. Tribunal de Justiça do Estado de Goiás (TJGO) - Responsável pela justiça estadual, com varas e juizados que tratam de diversas matérias, incluindo cível, criminal, família, entre outros.
2. Secretaria da Educação do Estado de Goiás (Seduc) - Responsável pela administração da educação pública no estado, incluindo escolas e programas educacionais.
3. Secretaria de Saúde do Estado de Goiás (SES) - Responsável pela gestão e coordenação das políticas de saúde no estado.
4. Departamento de Estradas de Rodagem de Goiás (DER-GO) - Encarregado da manutenção e construção de rodovias estaduais.
5. Secretaria de Segurança Pública de Goiás (SSP-GO) - Responsável pela segurança pública e coordenação das forças de segurança, como Polícia Militar e Polícia Civil.
6. Secretaria de Desenvolvimento e Inovação (Sedi) - Focada em promover o desenvolvimento econômico e a inovação no estado.
7. Instituto de Previdência dos Servidores do Estado de Goiás (IPASGO) - Responsável pela previdência dos servidores públicos estaduais.

E os principais órgãos públicos federais, são:
1. Justiça Federal - A seção da Justiça Federal que abrange Uruaçu trata de questões federais, como causas envolvendo a União, autarquias federais e alguns casos específicos. O Juízo Federal pode atender a demanda da região.
2. Agência da Receita Federal do Brasil - Responsável pela administração tributária e aduaneira no país.
3. Instituto Nacional do Seguro Social (INSS) - Responsável pela gestão da previdência social.
4. Departamento Nacional de Infraestrutura de Transportes (DNIT) - Encarregado da manutenção e construção de rodovias federais.
5. Instituto Brasileiro de Geografia e Estatística (IBGE) - Responsável pela realização de censos e coleta de dados estatísticos.

Esses órgãos federais desempenham funções importantes na administração pública e no atendimento das demandas da população em Uruaçu.

## Divisão territorial do município
Uruaçu, Goiás, é um município que possui vários povoados e distritos que contribuem para sua diversidade cultural e social. Abaixo estão alguns dos principais povoados e distritos de Uruaçu:

### Distritos
- Distrito de Uruaçu: É o distrito sede, onde se concentra a maior parte das atividades administrativas, comerciais e de serviços do município.
- Distrito de Nova Uruaçu: Localizado a cerca de 30 km do centro, Nova Uruaçu é uma área em crescimento, com características rurais e uma comunidade unida.

### Comunidades Rurais
- Comunidades Quilombolas: Uruaçu abriga comunidades quilombolas, que são grupos formados por descendentes de africanos escravizados. Estas comunidades preservam suas tradições, cultura e modos de vida.
- Comunidades de Agricultura Familiar: Há diversas comunidades que praticam a agricultura familiar, contribuindo para a produção de alimentos e a manutenção de práticas sustentáveis.

### Características Comuns
- Cultura e Tradições: Os povoados e distritos de Uruaçu têm suas próprias tradições culturais, festas e celebrações, que são uma mistura das influências indígenas, africanas e portuguesas.
- Atividades Econômicas: A economia local em muitos desses povoados gira em torno da agropecuária, com destaque para a produção de leite, gado, e cultivo de grãos como soja e milho.

### Importância
Os povoados e distritos de Uruaçu são essenciais para a identidade do município, contribuindo com suas peculiaridades culturais, sociais e econômicas. Além disso, esses locais desempenham um papel fundamental na preservação de tradições e na convivência entre diferentes comunidades.
Essas comunidades enriquecem a história de Uruaçu e promovem um ambiente diversificado, onde a cultura local e as tradições são valorizadas e mantidas vivas.

### Povoados e Distritos
- Água Branca;
- Cruzeiro;
- Funil;
- Geriaçu;
- Pau Terra;
- Riachão;
- Taquaral;
- Urualina.

## Economia
A economia de Uruaçu, Goiás, é diversificada, abrangendo setores como agricultura, pecuária, indústria e comércio. A cidade se destaca por seu potencial agropecuário e por abrigar um distrito agroindustrial que contribui significativamente para a economia local. Aqui estão os principais aspectos da economia em Uruaçu:

### Agronegócio
- Agricultura: Uruaçu é conhecida por sua produção agrícola, com destaque para culturas como cana-de-açúcar e soja. A cidade tem visto um crescimento na produção de grãos, aproveitando as condições climáticas e de solo favoráveis.
- Pecuária: A criação de aves, suínos e bovinos é uma parte importante da economia local. A cidade está investindo em setores como a produção de leite e a criação de gado de corte, que têm apresentado tendências de crescimento.

### Indústria
- Distrito Agroindustrial: Uruaçu abriga o Distrito Agroindustrial, que possui mais de 30 empresas de diversos segmentos, incluindo metalúrgica, moveleira e de grãos. Este distrito é fundamental para a geração de empregos e para o desenvolvimento econômico da região.
- Indústrias Locais: Além das empresas no distrito, existem outras indústrias em Uruaçu que contribuem para a economia local, abrangendo desde o processamento de alimentos até a produção de materiais de construção.

### Comércio e Serviços
- O comércio em Uruaçu é dinâmico e inclui uma variedade de lojas, mercados e prestadores de serviços. A cidade é um centro comercial para as cidades vizinhas, atraindo consumidores de regiões adjacentes.
- Setor de Serviços: O setor de serviços também desempenha um papel significativo na economia, com a presença de instituições financeiras, escolas e serviços de saúde.

### Turismo
- Uruaçu tem se tornado um destino turístico, especialmente com o Lago de Serra da Mesa, que atrai visitantes para atividades recreativas e de lazer. O potencial turístico está sendo explorado, com iniciativas voltadas para o desenvolvimento de eventos e atrativos que valorizem a cultura local.

### Desafios e Oportunidades
- A economia de Uruaçu enfrenta desafios como a necessidade de diversificação e a melhoria da infraestrutura para suportar o crescimento econômico. Contudo, há oportunidades significativas para o investimento em setores emergentes, como o turismo e a agroindústria, que podem impulsionar ainda mais a economia local.

A economia de Uruaçu é robusta e multifacetada, com um forte enfoque no agronegócio e um crescente desenvolvimento industrial. A combinação dessas atividades, juntamente com o potencial turístico da região, proporciona uma base sólida para o crescimento econômico futuro, destacando Uruaçu como um importante polo na região norte de Goiás.
Uruaçu, Goiás, possui um setor econômico diversificado, com várias empresas de destaque. As maiores empresas instaladas na região incluem:
1. Cargill Agrícola S/A - Atua no setor de agronegócio, principalmente na comercialização de grãos, e possui unidades de armazenamento e distribuição.
2. Cooperativa Agroindustrial dos Produtores Rurais de Uruaçu (Coopa) - Uma cooperativa que reúne produtores rurais, atuando na comercialização de produtos agrícolas e fornecendo serviços aos cooperados.
3. Brejeiro - Atua no setor de agronegócio, na comercialização de grãos com armazenamento e distribuição, localizado às margens da BR-153.
4. Agropecuária Uruaçu Ltda. - Envolvida na produção e comercialização de produtos agropecuários, como gado e grãos.
5. Fábrica de Ração e Núcleo de Criação de Aves - Diversas pequenas e médias empresas que atuam na produção de ração e criação de aves também contribuem para a economia local.
6. Usina Uruaçu Açúcar e Álcool Ltda. - Empresa privada de produção em derivados da cana-de-açúcar.

Essas empresas são fundamentais para a economia da cidade e da região, gerando empregos e contribuindo para o desenvolvimento local.

## Educação
A educação em Uruaçu, Goiás, apresenta uma estrutura diversificada e abrange desde a educação infantil até o ensino superior, com várias instituições que atendem a população local. Aqui estão os principais aspectos da educação no município:

### Educação Infantil
- CMEIs (Centros de Educação Infantil): Uruaçu conta com várias creches e Centros de Educação Infantil que atendem crianças de 0 a 5 anos. Essas instituições têm como objetivo promover o desenvolvimento integral da criança, oferecendo atividades lúdicas e educativas.

### Ensino Fundamental
- A cidade possui diversas escolas públicas e privadas que oferecem educação fundamental para crianças de 6 a 14 anos. O ensino é dividido entre anos iniciais e finais, com a rede pública sendo composta por escolas municipais e estaduais.

### Educação de Jovens e Adultos (EJA)
- Uruaçu também oferece programas de Educação de Jovens e Adultos, visando atender aqueles que não concluíram seus estudos na idade apropriada. Essas iniciativas são importantes para promover a inclusão educacional e a formação contínua.

### Ensino Médio
- O município tem várias opções de escolas para o ensino médio, tanto em instituições públicas quanto privadas. O ensino médio é crucial para preparar os estudantes para o ensino superior ou para o mercado de trabalho.

### Ensino Superior
- Uruaçu abriga instituições de ensino superior, como a Universidade Estadual de Goiás (UEG), o Instituto Federal de Goiás (IFG), a Faculdade Serra da Mesa (FaSeM) e a UNOPAR. Essas instituições oferecem cursos em diversas áreas do conhecimento, contribuindo para a formação profissional e acadêmica dos estudantes da região.

### Desempenho Educacional
- De acordo com dados recentes, Uruaçu possui uma taxa de escolarização de 95,6% para crianças de 6 a 14 anos. No Índice de Desenvolvimento da Educação Básica (IDEB), em 2021, a cidade obteve notas de 6,0 para os anos iniciais e 5,5 para os anos finais do ensino fundamental, colocando-a em posições medianas em comparação com outros municípios do estado e do Brasil.

### Desafios
- Apesar dos avanços, a educação em Uruaçu enfrenta desafios, como a necessidade de melhorias na infraestrutura das escolas, a valorização dos professores e a oferta de recursos educacionais adequados. A desigualdade de acesso à educação de qualidade entre áreas urbanas e rurais também é um ponto a ser abordado.

### Iniciativas e Projetos
- O município tem se esforçado para implementar iniciativas que melhorem a qualidade da educação, incluindo capacitações para professores e programas de apoio ao aprendizado dos alunos. Além disso, projetos culturais e esportivos têm sido promovidos nas escolas para incentivar a participação dos estudantes.

A educação em Uruaçu é abrangente e busca atender às diversas necessidades da população. Com instituições que vão desde a educação infantil até o ensino superior, a cidade está empenhada em melhorar a qualidade educacional e promover a inclusão, preparando seus cidadãos para enfrentar os desafios do futuro.

## Saúde
A saúde em Uruaçu, Goiás, apresenta um sistema que combina serviços públicos e privados, com esforços contínuos para atender às necessidades da população da região norte do estado. Aqui estão alguns aspectos importantes sobre a saúde na cidade:

### Estrutura de Saúde
1. Hospitais e Clínicas: Uruaçu conta com vários hospitais, clínicas e laboratórios que oferecem uma ampla gama de serviços médicos. Entre as principais instituições de saúde estão:
  - Hospital Estadual do Centro-Norte Goiano (HCN): Unidade de referência em média e alta complexidade, atendendo pacientes de 60 municípios da macrorregião.
  - Hospital Serra da Mesa: Oferece serviços de urgência e emergência, além de internações.
  - Hospital Edmundo Fernandes: Outra opção para atendimento hospitalar na cidade.
  - Unidades de Pronto Atendimento (UPAs) e Unidades Básicas de Saúde (UBSs): Essenciais para o atendimento primário e emergencial da população.
2. Ambulância e Emergências: O Serviço de Atendimento Móvel de Urgência (SAMU) e o Corpo de Bombeiros Militar são fundamentais para situações de emergência, proporcionando uma resposta rápida para casos críticos.

### Serviços de Saúde
- Atendimentos Especializados: Uruaçu possui clínicas que oferecem serviços especializados, incluindo cirurgias, implantes e transplantes.
- Saúde da Mulher e Criança: Há um foco em serviços voltados para a saúde da mulher e da criança, com atenção a pré-natal, partos e vacinação.
- Programas de Saúde Pública: O município desenvolve programas voltados para a prevenção de doenças, campanhas de vacinação e ações educativas sobre saúde.

Apesar dos avanços, o sistema de saúde enfrenta desafios, como a demanda crescente por serviços e a necessidade de melhorias na infraestrutura e na qualidade do atendimento. Há esforços contínuos por parte da administração municipal para aprimorar os serviços de saúde, buscando atender melhor à população e aumentar a capacidade de atendimento.
A comunidade de Uruaçu também participa de iniciativas de saúde, como grupos de apoio, campanhas de conscientização e ações voltadas à promoção da saúde e prevenção de doenças.
Em suma, Uruaçu apresenta uma rede de saúde que busca atender às necessidades da população por meio de um sistema misto, com ênfase na melhoria contínua dos serviços oferecidos, visando garantir o bem-estar e a saúde da comunidade local.

## Segurança Pública
A segurança pública em Uruaçu, Goiás, é um tema importante que envolve a atuação de diversas instituições e estratégias para garantir a proteção da população e a manutenção da ordem pública. Aqui estão os principais aspectos da segurança pública na cidade:

### Estrutura de Segurança Pública
- Polícia Militar: A Polícia Militar de Goiás é a principal força responsável pela segurança pública em Uruaçu. A corporação atua na prevenção e repressão de crimes, patrulhamento das áreas urbanas e rurais, e no atendimento de ocorrências. Em Uruaçu, existem bases e unidades policiais que realizam ações de policiamento ostensivo.
- Polícia Civil: A Polícia Civil de Goiás é responsável pela investigação de crimes e pela realização de diligências. Em Uruaçu, a delegacia local trata de casos de homicídio, roubo, furto e outras infrações, além de promover ações de conscientização sobre segurança.
- Corpo de Bombeiros Militar: O Corpo de Bombeiros atua em situações de emergência, como incêndios, resgates e atendimento pré-hospitalar. A presença do Corpo de Bombeiros é fundamental para garantir a segurança da população em situações críticas.

### Ações Preventivas
- Programas de Prevenção: A Polícia Militar e outras instituições promovem programas de prevenção à criminalidade, como campanhas de conscientização, palestras em escolas e ações comunitárias que visam engajar a população na segurança.
- Conselhos de Segurança: A formação de conselhos de segurança nas comunidades permite que os cidadãos participem ativamente na discussão e na elaboração de estratégias de segurança. Esses conselhos atuam em parceria com as forças de segurança.

### Integração e Colaboração
- Integração entre Forças de Segurança: Há um esforço para promover a integração entre a Polícia Militar, a Polícia Civil e outros órgãos de segurança pública, buscando uma abordagem unificada para a resolução de problemas de segurança na cidade.
- Parcerias com a Comunidade: A colaboração entre a população e as forças de segurança é fundamental para o sucesso das ações de segurança pública. As denúncias anônimas e a participação em reuniões comunitárias são incentivadas.

### Tecnologia e Equipamentos
- Monitoramento e Tecnologia: Uruaçu tem investido em tecnologia para melhorar a segurança pública, incluindo a instalação de câmeras de monitoramento em áreas estratégicas e o uso de sistemas de comunicação avançados pelas forças de segurança.
- Equipamentos: As forças policiais têm buscado melhorar a infraestrutura e os equipamentos disponíveis para atuação, visando proporcionar uma resposta mais ágil e eficiente a situações de emergência.

### Desafios
- Criminalidade: Como em muitas cidades, Uruaçu enfrenta desafios relacionados à criminalidade, incluindo furtos, roubos e violência urbana. A administração pública e as forças de segurança trabalham para identificar as causas desses problemas e implementar soluções eficazes.
- Recursos Limitados: A segurança pública frequentemente enfrenta a limitação de recursos financeiros e humanos, o que pode dificultar a efetividade das ações. A busca por parcerias e investimento em capacitação é uma estratégia para contornar esses desafios.

### Iniciativas de Segurança Comunitária
- Vigilância Comunitária: Iniciativas de vigilância comunitária têm sido desenvolvidas para estimular a participação da população na segurança do bairro. Grupos de cidadãos organizam rondas e ações de conscientização sobre segurança.
- Eventos e Palestras: A realização de eventos educativos sobre segurança pública, prevenção de drogas e violência doméstica contribui para a formação de uma cultura de paz e prevenção na comunidade.

A segurança pública em Uruaçu é um esforço conjunto das forças de segurança, da administração pública e da comunidade. Embora existam desafios a serem enfrentados, as iniciativas em curso visam promover um ambiente seguro e tranquilo para os habitantes da cidade. A participação da população e a integração entre as diferentes instituições são fundamentais para a construção de uma segurança pública mais eficaz e próxima da comunidade.

## Cultura
A força das tradições religiosas e populares se manifesta em dezenas de folias, grupos de danças quilombolas, ciganas e indígenas. Entre as referências culturais do município, destacam-se o Museu Dom Prada Carrera, o Memorial Serra da Mesa e o Centro Cultural Quilombola Uruaçu.

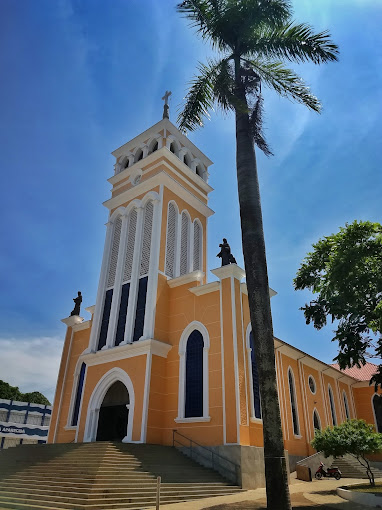
Igreja Matriz Nossa Senhora de Sant'Ana de Uruaçu-GO

O Memorial Serra da Mesa, considerado um patrimônio nacional, é um projeto cultural diferenciado que busca resgatar e valorizar as raízes culturais da região. Em tamanho natural, foi reconstituída uma aldeia da Tradição Uru, representando uma aldeia típica de índios que viveram na área, como os Timbira. O cenário urbano é retratado na vila cenográfica, que inclui uma reprodução em tamanho natural de uma igrejinha, uma cadeia, uma sapataria, um armazém e as casas dos moradores.
O Centro Cultural Quilombola busca resgatar a cultura afrodescendente e faz parte da comunidade quilombola urbana João Borges Vieira, composta por 326 famílias que residem nos espaços rural e urbano do município. As mulheres da comunidade confeccionam colchas de retalhos, camisetas e bonecas, conhecidas como Marias-Negras, inspiradas nas tradições quilombolas, resgatando uma produção secular das mulheres da comunidade. Há também a Casa do Artesão, coordenada pela Associação dos Produtores de Artesanatos e Manufaturados de Uruaçu, responsável pela Feira do Sol.
A Cavalgada de Sant’Ana, realizada todos os anos em julho, desde 2002, se tornou Patrimônio Cultural Imaterial Goiano (Lei n° 22.472 de 12/12/2023). O nome do evento homenageia Nossa Senhora de Sant'Ana, Padroeira do município de Uruaçu. A cavalgada revive a tradição das tropas e boiadas, como na época da fundação do município.
A cultura de Uruaçu, Goiás, é rica e diversificada, refletindo a influência das tradições indígenas, afrodescendentes e da colonização portuguesa. Essa mistura de heranças culturais se manifesta em várias dimensões da vida social e artística do município. Aqui estão alguns aspectos destacados da cultura de Uruaçu:

### Tradições Religiosas e Festividades
- Festas Populares: Uruaçu celebra diversas festas religiosas e populares ao longo do ano. Entre as mais importantes está a Cavalgada de Sant'Ana, realizada em julho, que homenageia a padroeira da cidade. Este evento revive tradições do passado, como as tropas e boiadas, e é considerado Patrimônio Cultural Imaterial Goiano.
- Festas Juninas: As festividades juninas também são amplamente celebradas, com danças, comidas típicas e apresentações culturais que envolvem a comunidade.

### Música e Dança
- Folias e Grupos Culturais: A cidade conta com várias folias e grupos de danças, incluindo danças quilombolas, ciganas e indígenas. Esses grupos mantêm vivas as tradições e os ritmos que são característicos da região.
- Música: A música tradicional é uma parte importante da cultura local, com influência do sertanejo, da música folclórica e de ritmos afro-brasileiros.

### Artesanato
- Centro Cultural Quilombola: O Centro Cultural Quilombola Uruaçu é um espaço que resgata a cultura afrodescendente e valoriza a produção artesanal. As mulheres da comunidade confeccionam colchas de retalhos, camisetas e bonecas chamadas Marias-Negras, inspiradas nas tradições quilombolas.
- Casa do Artesão: Também há a Casa do Artesão, que promove e comercializa produtos artesanais, ajudando a valorizar o trabalho local e a preservação das tradições.

### Patrimônio Cultural
- Museu Dom Prada Carrera: Este museu é um importante espaço de preservação da história e cultura local, com exposições que retratam a história de Uruaçu e suas tradições.
- Memorial Serra da Mesa: Considerado um patrimônio nacional, o memorial busca resgatar e valorizar as raízes culturais da região, apresentando uma reconstituição em tamanho natural de uma aldeia da Tradição Uru, que habitou a área.

### Gastronomia
- Comida Típica: A culinária de Uruaçu é rica e variada, com pratos típicos que refletem a cultura goiana, como o pamonha, pequi, arroz com pequi, guariroba, e outros alimentos que valorizam os ingredientes locais. As festas e celebrações frequentemente incluem barracas de comidas típicas, que atraem moradores e turistas.

### Literatura e Educação
- Literatura: A literatura também é uma parte importante da cultura local, com escritores e poetas que refletem a realidade e as tradições da região em suas obras.
- Instituições Educacionais: Uruaçu conta com várias instituições de ensino que promovem a educação e a cultura, como a Universidade Estadual de Goiás (UEG) e o Instituto Federal de Goiás (IFG), que contribuem para a formação cultural e acadêmica da população.

### Esportes e Atividades Recreativas
- Clubes e Associações: A cidade possui uma variedade de clubes e associações esportivas que promovem a prática de esportes e atividades recreativas, integrando a comunidade e promovendo o convívio social.

A cultura de Uruaçu é um reflexo da diversidade e riqueza das tradições que compõem a identidade do município. A convivência harmoniosa entre diferentes grupos culturais, a valorização das festividades, a preservação do patrimônio histórico e a produção artesanal são aspectos que fortalecem a identidade local e promovem o orgulho da comunidade. A cidade continua a preservar suas tradições enquanto se adapta às influências modernas, criando um ambiente cultural vibrante e dinâmico.

## Religião
A religião em Uruaçu, Goiás, é marcada pela diversidade, com uma predominância do cristianismo, que se manifesta em várias denominações. A cidade é conhecida por sua forte tradição católica, refletida na presença de diversas igrejas, entre elas a Matriz de Sant'Ana, padroeira do município, e outras paróquias que compõem a Diocese de Uruaçu.
Além do catolicismo, há uma presença significativa de igrejas evangélicas, incluindo assembleias de Deus, batistas, e metodistas, que têm crescido nos últimos anos, atraindo um número considerável de fiéis. Essas comunidades frequentemente promovem eventos, cultos e atividades sociais que contribuem para a vida comunitária.
A religião desempenha um papel importante na cultura e nas tradições de Uruaçu. Festividades religiosas, como a festa de Nossa Senhora de Sant'Ana, são momentos de grande celebração e atraem tanto moradores quanto visitantes. Além disso, as práticas religiosas estão frequentemente ligadas a eventos comunitários e sociais, reforçando a identidade cultural da cidade.
Em termos de diversidade religiosa, a cidade também acolhe outras crenças, como o espiritismo e algumas práticas de religiões afro-brasileiras, embora em menor escala.
De modo geral, a religião em Uruaçu é um componente central da vida comunitária, influenciando tanto as práticas sociais quanto os costumes locais.

## Turismo
Uruaçu, localizada no norte de Goiás, possui um potencial turístico interessante, impulsionado por suas belezas naturais, cultura rica e tradições locais. O turismo na cidade abrange diversos aspectos, desde atrativos naturais até culturais e religiosos. Aqui estão alguns dos principais pontos turísticos e atrações em Uruaçu:

### Lago de Serra da Mesa
- Descrição: O Lago de Serra da Mesa é uma das principais atrações turísticas de Uruaçu, oferecendo uma ampla área para práticas de lazer e esportes aquáticos, como pesca, navegação e passeios de barco.
- Atividades: O local é ideal para caminhadas, piqueniques e observação de fauna e flora. Sua beleza natural atrai visitantes que buscam tranquilidade e contato com a natureza.

### Cachoeiras
- Descrição: A região de Uruaçu conta com várias cachoeiras que são populares entre os amantes da natureza e do ecoturismo. Algumas das cachoeiras mais conhecidas incluem a Cachoeira do Avelino e a Cachoeira do Areião.
- Atividades: As cachoeiras são ideais para banho, trilhas e momentos de contemplação. Muitas delas estão localizadas em áreas de preservação, tornando-se um atrativo para aqueles que desejam se desconectar e relaxar.

### Memorial Serra da Mesa
- Descrição: O Memorial Serra da Mesa é um importante espaço cultural que busca resgatar e valorizar as raízes culturais da região, com uma reprodução em tamanho natural de uma aldeia da Tradição Uru, mostrando a história e a cultura indígena local.
- Atividades: O local abriga exposições sobre a história da região e é uma ótima oportunidade para aprender sobre as tradições e o modo de vida dos povos nativos.

### Centro Cultural Quilombola
- Descrição: Este centro busca resgatar a cultura afrodescendente da comunidade quilombola de Uruaçu. Ele abriga atividades culturais, exposições e eventos que promovem a identidade e a história da população negra.
- Atividades: Os visitantes podem conhecer as tradições, artesanato local e participar de oficinas que ensinam as técnicas tradicionais de produção.

### Igreja Matriz de Nossa Senhora de Sant'Ana
- Descrição: A Igreja Matriz, dedicada à padroeira do município, é um importante ponto de referência religiosa e arquitetônica na cidade.
- Atividades: Além de ser um local de culto, a igreja é um espaço para a realização de festas religiosas e eventos comunitários, atraindo visitantes que buscam conhecer a história local.

### Feiras e Festivais
- Descrição: Uruaçu é palco de diversas feiras e festivais ao longo do ano, como a Festa de Sant'Ana e a Festa do Peão, que atraem turistas e moradores.
- Atividades: Essas festividades oferecem uma experiência cultural rica, com apresentações musicais, danças, gastronomia típica e artesanato, proporcionando uma imersão na cultura local.

### Riquezas Naturais e Ecoturismo
- Descrição: A região ao redor de Uruaçu é rica em biodiversidade, oferecendo oportunidades para atividades de ecoturismo, como trilhas, observação de aves e exploração da flora nativa.
- Atividades: Os visitantes podem explorar as áreas de conservação e parques naturais, realizando caminhadas e observações da fauna local.

### Gastronomia
- Descrição: A culinária de Uruaçu é uma atração à parte, com pratos típicos que refletem a cultura local.
- Atividades: Restaurantes e barracas de comida oferecem delícias como o arroz com pequi, a galinhada e outros pratos da culinária goiana, proporcionando uma experiência gastronômica autêntica.

O turismo em Uruaçu, Goiás, é uma combinação de belezas naturais, riqueza cultural e tradições locais. A cidade tem muito a oferecer, desde atividades ao ar livre até eventos culturais vibrantes, tornando-se um destino atraente para aqueles que buscam experiências diversificadas e autênticas. A infraestrutura turística está em desenvolvimento, e Uruaçu promete crescer como um ponto turístico relevante na região norte de Goiás.

## Esporte e Lazer
O esporte em Uruaçu, Goiás, desempenha um papel importante na cultura local e na promoção da saúde e bem-estar da população. Aqui estão alguns dos principais aspectos relacionados ao esporte na cidade:

### Esportes Populares
- Futebol: O futebol é o esporte mais popular em Uruaçu. A cidade conta com um time profissional, o Uruaçu Futebol Clube (UFC), fundado em 1959, que já competiu na Segunda Divisão do Campeonato Goiano. O esporte é amplamente praticado em campos e quadras, e há muitos torcedores e aficionados pela modalidade.

### Clubes e Associações
- Uruaçu possui uma variedade de clubes e associações esportivas que promovem diferentes modalidades, como vôlei, atletismo, ciclismo e natação. Essas organizações incentivam a participação da comunidade em atividades esportivas e competições.

### Eventos Esportivos
- O município realiza diversas competições e eventos esportivos ao longo do ano, que promovem o engajamento da população e estimulam a prática de esportes. Esses eventos podem incluir torneios de futebol, campeonatos de vôlei e corridas de rua.

### Infraestrutura Esportiva
- Uruaçu conta com instalações adequadas para a prática esportiva, como campos de futebol, ginásios, quadras de esportes e áreas destinadas a atividades ao ar livre. Essas instalações são fundamentais para a promoção de eventos esportivos e para a prática regular de esportes pela população.

### Educação Física nas Escolas
- A educação física é parte integrante do currículo escolar em Uruaçu, promovendo o desenvolvimento de habilidades esportivas e incentivando a atividade física desde a infância. As escolas frequentemente organizam competições e atividades esportivas, contribuindo para a formação de novos talentos.

### Apoio e Incentivo
- O governo municipal tem buscado apoiar e incentivar a prática esportiva, investindo em projetos e iniciativas que promovem a atividade física, a saúde e a inclusão social. Parcerias com entidades esportivas e o envolvimento da comunidade são essenciais para o sucesso dessas iniciativas.

### Práticas de Saúde e Bem-Estar
- Além de promover o futebol e outras competições, Uruaçu tem um foco em atividades que promovem a saúde e o bem-estar da população, como caminhadas, corridas e práticas de esporte ao ar livre. Essas atividades ajudam a fomentar um estilo de vida saudável e ativo.

O esporte em Uruaçu é uma parte vital da vida comunitária, promovendo a saúde, a socialização e a inclusão. Com um forte envolvimento da população e o suporte das instituições locais, o município continua a desenvolver e expandir suas atividades esportivas, contribuindo para a formação de cidadãos mais saudáveis e engajados.

## Festas Populares
Uruaçu, Goiás, possui uma rica tradição de festas populares que refletem a cultura, a religiosidade e as peculiaridades da comunidade local. Essas festividades são importantes para a identidade da cidade e atraem tanto moradores quanto visitantes. Aqui estão algumas das principais festas populares de Uruaçu:

### Festa de Sant'Ana
- Descrição: A Festa de Sant'Ana é uma das mais importantes e tradicionais de Uruaçu. Realizada anualmente em julho, a festa homenageia Nossa Senhora de Sant'Ana, padroeira do município.
- Atividades: A celebração inclui procissões, missas, quermesses e atividades culturais, como apresentações de danças e músicas típicas. É um momento de devoção e confraternização entre os fiéis e a comunidade.

### Cavalgada de Sant'Ana
- Descrição: Parte das festividades em honra a Sant'Ana, a Cavalgada de Sant'Ana ocorre todos os anos em julho, reunindo cavaleiros e amazonas de várias regiões.
- Atividades: A cavalgada revive a tradição das tropas e boiadas, com a participação de grupos de cavaleiros que desfilam pelas ruas da cidade. O evento foi reconhecido como Patrimônio Cultural Imaterial Goiano em 2023, destacando sua relevância cultural e social.

### Festa do Peão de Uruaçu (Festa da Pecuária)
- Descrição: Esta festa é uma celebração voltada para a cultura rural, com foco nas tradições da pecuária e da vida no campo.
- Atividades: O evento conta com rodeios, competições de laço, shows de música sertaneja, barracas de comida típica e atividades recreativas. É uma oportunidade para a comunidade se reunir e celebrar suas raízes rurais.

### Festa do Trabalhador
- Descrição: Realizada em 1º de maio, essa festa celebra o Dia do Trabalhador e é um momento de valorização da classe trabalhadora.
- Atividades: A festa pode incluir eventos esportivos, culturais e artísticos, além de palestras e discussões sobre direitos dos trabalhadores. É uma data importante para promover a conscientização sobre a importância do trabalho e dos trabalhadores na sociedade.

### Festas Juninas
- Descrição: As festas juninas em Uruaçu são bastante populares e celebradas em junho, em homenagem a Santo Antônio, São João e São Pedro.
- Atividades: Essas festas incluem danças típicas, como a quadrilha, apresentações de forró, comidas tradicionais (como pamonha, canjica e milho cozido) e brincadeiras. É um momento de alegria e união entre as famílias.

### Aniversário da Cidade
- Descrição: Uruaçu celebra seu aniversário em 30 de novembro, com festividades que envolvem toda a comunidade.
- Atividades: As comemorações incluem shows, apresentações culturais, atividades esportivas e eventos religiosos. É uma oportunidade para a população refletir sobre a história da cidade e celebrar suas conquistas.

As festas populares de Uruaçu são uma expressão da cultura local, promovendo a união e a identidade da comunidade. Essas celebrações não apenas preservam as tradições, mas também oferecem uma oportunidade para os moradores e visitantes se envolverem em experiências culturais ricas e significativas. As festividades refletem a diversidade e a vitalidade da vida comunitária em Uruaçu, tornando a cidade um local vibrante e acolhedor.